# قطعنامه ۹۷۶ شورای امنیت
قطعنامه ۹۷۶ شورای امنیت سازمان ملل متحد که در تاریخ ۰۸ فوریه ۱۹۹۵ تصویب شد، سندی بین‌المللی دربارهٔ آنگولا است. این قطعنامه طی نشست ۳۴۹۹ام با ۱۵ رای موافق، ۰ مخالف و ۰ ممتنع تصویب شد.